# 皮爾韋 (北卡羅萊納州)
皮爾韋（英語：Pireway）是位於美國北卡羅萊納州哥倫布縣的非建制地區。

## 歷史
皮爾韋的郵局於1855年設立，其後於1933年停運。

## 地理
皮爾韋所處的海拔為高於海平面12米（即39英呎），而該地所採用的時區為UTC-5，即北美东部时区（EST）。同時該地設有夏令時間，為UTC-5調快一小時，即UTC-4（EDT）。